# Feinfeld
Feinfeld ist ein Ort und eine Katastralgemeinde der Gemeinde Röhrenbach im Bezirk Horn in Niederösterreich.

## Geografie
Der Ort liegt im westlichen Teil des Horner Beckens nordöstlich der Gemeinde Röhrenbach. Die Seehöhe in der Ortsmitte beträgt 421 Meter. Die Fläche der Katastralgemeinde umfasst 4,66 km². Die Einwohnerzahl beläuft sich auf 83 Einwohner (Stand: 1. Jänner 2024).

## Postleitzahl
In der Gemeinde Röhrenbach finden mehrere Postleitzahlen Verwendung. Feinfeld hat die Postleitzahl 3592.

## Bevölkerungsentwicklung
| Jahr      | 1794 | 1846 | 1869 | 1951 | 1961 | 1971 | 1991 | 2001 |
| --------- | ---- | ---- | ---- | ---- | ---- | ---- | ---- | ---- |
| Einwohner | 197  | 213  | 196  | 148  | 156  | 147  | 114  | 107  |

## Geschichte
Der Ort wurde erstmals 1346 in einem Urbar des Stifts Zwettl genannt. In Feinfeld befand sich die Veste Feinfeld, ein mittelalterlicher Herrensitz der seit dem 18. Jahrhundert verödete. Reste der Ruine sind erhalten. Laut Adressbuch von Österreich waren im Jahr 1938 in der Ortsgemeinde Feinfeld zwei Gastwirte, eine Gemischtwarenhändlerin, ein Schmied, ein Schneider, ein Schuster und mehrere Landwirte ansässig. Bis zur Eingemeindung nach Röhrenbach bildete der Ort ein selbständige Gemeinde, der auch Gobelsdorf angehörte.

## Wirtschaft und Infrastruktur

### Verkehr
Das Linienbusunternehmen PostBus fährt in Feinfeld mehrere Haltestellen der Linie 1308 (Horn-Zwettl) an. Die nächstgelegenen Bahnhöfe der ÖBB sind Irnfritz an der Franz-Josefs-Bahn sowie Rosenburg und Horn an der Kamptalbahn.